# 南京天壇
南京天坛，即大祀坛，明洪武元年建于南京正阳门（即今光华门）之南钟山之阳今南京石门坎小天堂一带。洪武十年曾改天地分祀为天地合祀而称天地坛，民间俗称天坛。

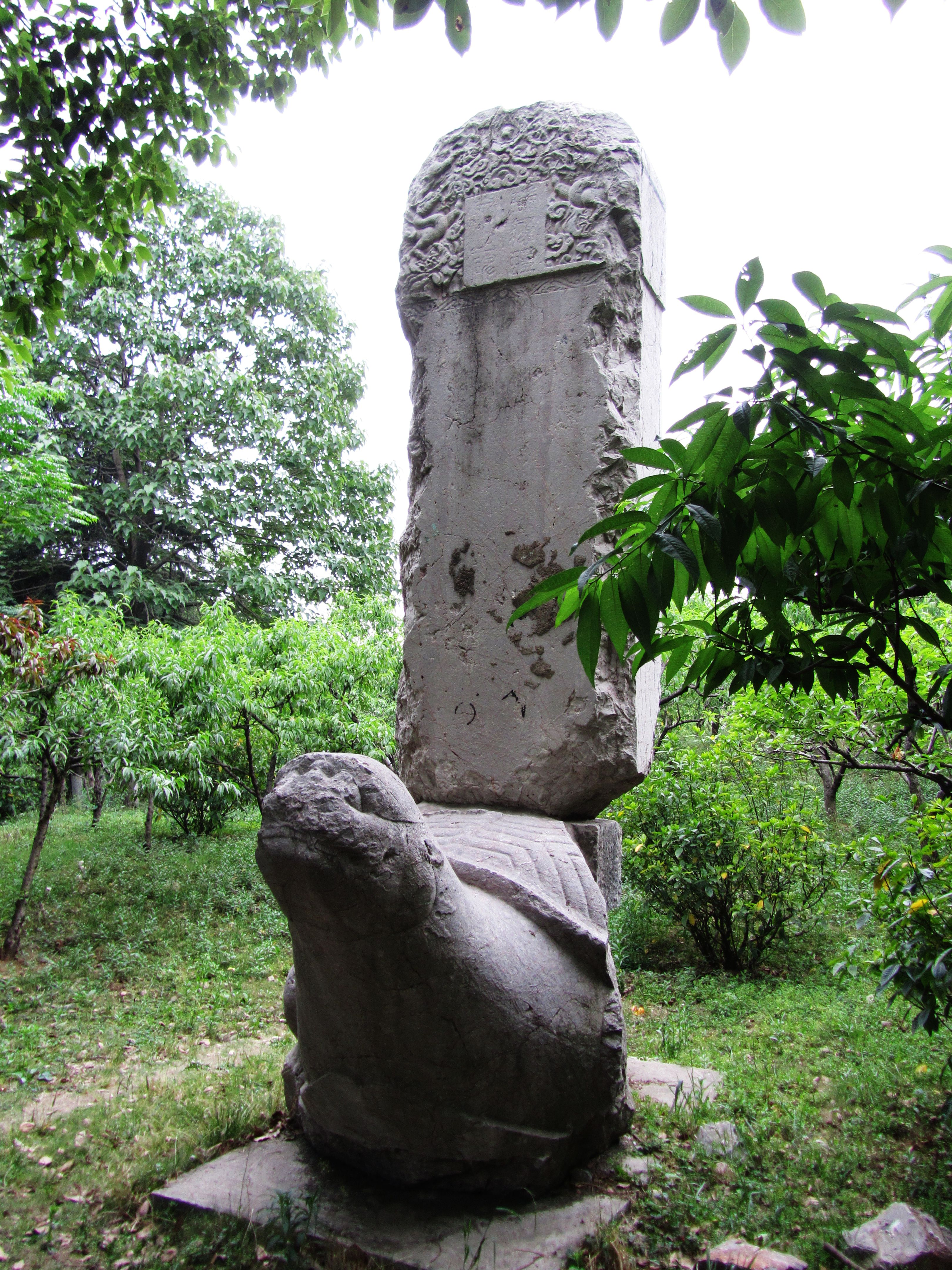
明代大祀坛神乐观遗物澧泉碑，现移至白马公园

## 相关地名
朱棣迁都北京后，南京天坛日渐冷落。至明末，天坛门坊倒塌，巨大的石柱、石块倒地，而成拦路的坎子，故民间称之“石门坎”。
南京市今有“天坛村”、“天坛村小区”、“天坛新村”、“天坛新寓”、“小天坛”、“天地花园”等地名，皆来自于大祀坛所衍生的“天坛”一名。
有人认为，今南京光华门东南侧有“天堂村”，是因南京旧时方言an、ang音不分，故“天坛”被当地人讹称为“天堂”，慢慢形成了“天堂村”、“小天堂”等地名。但是据《南京市地名录》（1984年南京市地名委员会编纂）记载，“天堂村”和“小天堂”并非一地。在当时紫金山公社後莊大队的“小天堂”，来源是宋高宗在此处建设行宫宫殿，此地称“殿堂”、“小殿堂”，后来“殿”讹为“天”，变成了“小天堂”。“小天堂”的位置在童子仓南端、护城河（月牙湖）东侧，距离石门坎约一里路。民国时期的地图均将这一区域称为“天堂”。“天堂村”则是“天坛村”的讹写。
曾经的江苏冶金机械厂所在地名叫“观门口”，其含义是指南京天坛神乐观的大门口。